# Almașu Mare (okręg Alba)
Almașu Mare – wieś w środkowej Rumunii, w zachodniej części okręgu Alba, w gminie Almașu Mare. Siedziba gminy.
Według danych ze spisu powszechnego w 2011 roku we wsi mieszkały 394 osoby.